# Ипато, Теодато
Теодато Ипато (итал. Teodato Ipato; также Диодато Ипато; умер в 755) — 4-й венецианский дож (742—755).

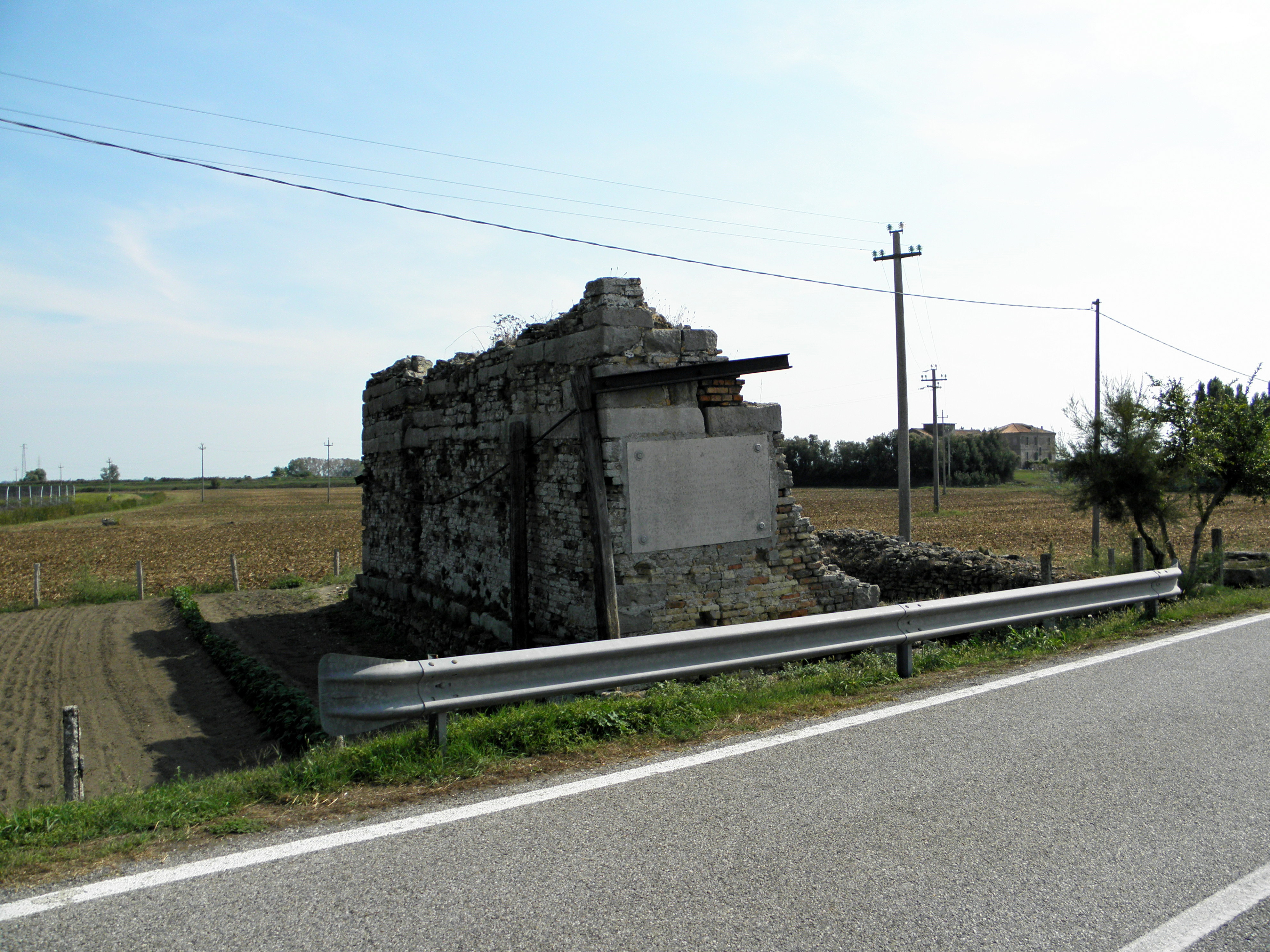
Башня Бебе в Кьодже, построенная Теодато Ипато для охраны места впадения реки Брента в Венецианскую лагуну

## Биография
Теодато был сыном Орсо Ипато, третьего дожа Венеции. Когда Орсо Ипато убили в 737 году, экзарх Равенны решил изменить систему управления городом и запретил венецианцам самостоятельно избирать нового дожа. Вместо этого он назначил трёх военных магистров, каждый из которых должен был управлять городом в течение одного года. Одним из них был Теодато, сын Орсо Ипато. Возможно, экзарх не стал отклонять его кандидатуру потому, что тот был сторонником византийского правительства. Экзарх Равенны назначал Теодато на должность военного магистра Венеции дважды, в 740 и в 742 годах. Поэтому возможно, что равеннскому правителю хотелось заручиться поддержкой венецианской знати в непростое время, когда враги Византии — лангобарды — угрожали Равенне. Однако это не помешало лангобардам захватить Равенну в то время, когда Теодато Ипато исполнял обязанности военного магистра Венеции.
После этого в 742 году Теодато Ипато перенёс резиденцию из Эраклеи (Читтановы) в город Маламокко, считая что окруженный водой Маламокко легче защищать из-за угрозы нападения лангобардов, а также с усилением политического влияния морских торговцев, чья роль в перевозках сильно возросла, после перекрытия лангобардами сухопутных торговых путей на севере Италии.
Война с лангобардами продолжалась. В 751 году Лангобардское королевство присоединило к своим владениям земли Равеннского экзархата. Таким образом Венеция осталась последней областью влияния Византии на севере Италии, а вскоре добилась и фактической независимости от власти византийских императоров.
В том же самом году франки свергли последнего Меровинга, короля Хильдерика III, и выбрали монархом Пипина III Короткого из династии Каролингов. Последний являлся союзником римского папы и был врагом лангобардов.
В 755 году дож Теодато Ипато был свергнут и ослеплен Галлой Лупанио, который узурпировал власть.